# マドリス県
マドリス県（マドリスけん、Departamento de Madriz）は、ニカラグア北西部の県である。南部にチナンデガ県、エステリ県、東部にヒノテガ県、北部にヌエバ・セゴビア県、西部に隣国ホンジュラスと接している。県の西から東へとココ川が流れ、パンアメリカンハイウェイが通る。面積1,602km2、人口133,300人（2005年）、県都はソモト（Somoto）である。

## 隣接する県
- ヌエバ・セゴビア県
- ヒノテガ県
- エステリ県
- チナンデガ県
- チョルテカ県

## 基礎自治体
1. Las Sabanas
2. Palacagüina
3. San José de Cusmapa
4. San Juan del Río Coco
5. San Lucas
6. ソモト
7. Telpaneca
8. Totogalpa
9. Yalagüina